# Deckblatt (Zigarre)
Als Deckblatt bezeichnet man das äußere Blatt einer Zigarre, das um das Umblatt gewickelt wird und den Geschmack bestimmt. Das Deckblatt besteht oftmals aus anderen Tabaksorten als der Fülltabak und ist der wichtigste Bestandteil einer Zigarre, da es 30 – 60 % des Aromas beisteuert und als erstes ins Auge sticht. Bei hochwertigen Zigarren werden hohe Anforderungen an das Deckblatt gestellt, da die Farbe, die Struktur und der Duft des Blattes den ersten Eindruck über die Qualität einer Zigarre vermitteln. Die Epidermis muss eben und einheitlich gefärbt sein. Es dürfen keine Trocknungsrisse oder starke Leitbündel vorhanden sein. Wird das Deckblatt durch Trocknung oder mechanische Einwirkungen beschädigt, verändert sich der Abbrand der Zigarre. Obwohl der Geschmack der Zigarre nicht unter einem beschädigten Deckblatt leidet, wird jedoch aufgrund der Optik ein geringerer Preis erzielt. 

## Auswahl Deckblatt-Farben
Es gibt verschiedene Färbungen der Deckblätter von hell bis ganz dunkel, allgemein lässt sich sagen, je heller das Deckblatt, desto milder das Aroma.
- Claro Claro, helles grün
- Claro, helles gelbgrün
- Colorado Claro, hellbraun
- Colorado, mittelbraun
- Colorado Maduro, schokoladenbraun
- Maduro, dunkelbraun
- Oscuro, schwarzbraun